# Miklavž na Dravskem polju község
Miklavž na Dravskem polju község (szlovén nyelven Občina Miklavž na Dravskem polju) Szlovénia 212 alapfokú közigazgatási egységének, azaz községének egyike a Podravska statisztikai régióban, az ország északkeleti részén. Adminisztratív központja Miklavž na Dravskem Polju település. A község a történelmi szlovén Stájerország (Štajersko) régió része.

## A községhez tartozó települések
A községhez Miklavž na Dravskem polju székhelyen kívül Dobrovce, Dravski Dvor és Skoke települések tartoznak

## Népesség
| Lakosok száma | 6193 | 6264 | 6279 | 6425 | 6421 | 6484 | 6542 | 6589 | 6828 | 6980 |
|               | 2008 | 2009 | 2011 | 2012 | 2013 | 2015 | 2016 | 2017 | 2019 | 2020 |